# Ден, Виктор Эдуардович
Ви́ктор Эдуа́рдович фон-Ден (2 августа 1879 — 16 января 1941, Париж) — Вятский и Киевский вице-губернатор.

## Биография
Из дворян. Сын генерал-майора.
В 1901 году окончил Александровский лицей с большой золотой медалью. В следующем году был произведён офицеры, служил в лейб-гвардии Преображенском полку.
В 1906 году перешёл на службу в Министерство внутренних дел. Состоял чиновником особых поручений VI класса при министре внутренних дел, занимал посты Вятского (1913—1914) и Киевского (1914—1917) вице-губернатора. Дослужился до чина статского советника (1913).
Участвовал в Белом движении в составе ВСЮР. В 1920 году эвакуировался из Новороссийска через Салоники в Югославию.
В эмиграции во Франции, жил в Париже. Состоял членом Союза преображенцев и членом Объединения бывших воспитанников Императорского Александровского лицея. Был прихожанином собора Александра Невского в Париже. В 1936 году был избран членом правления и казначеем комитета по увековечению памяти отца Георгия Спасского.
Умер в 1941 году в Париже. Похоронен на кладбище Батиньоль.

## Семья
Был женат на Александре Евгеньевне фон-Ден (1884—1926).